# 源為理
源 為理（みなもと の ためまさ、生年不詳 - 寛仁元年（1017年）6月）は、平安時代中期の貴族。光孝源氏、参議・源正明の孫、内匠助・源助理の子。官位は従五位下・斎院長官。

## 略歴
長徳2年（996年）に斎院長官となり、長和5年（1016年）に亡くなるまで在任した（死去は寛仁元年とも）。

## 系譜
『尊卑分脈』による。
- 父：源助理
- 母：不詳
- 妻：大江雅致の娘
  - 女子：斎院中将
- 生母不詳の子女
  - 男子：源清政
  - 男子：源清親
  - 男子：明円
  - 女子：選子内親王中務（藤原範基室）

為理の妻は播磨という女房で、大江雅致の娘であると伝えられることから和泉式部の妹であるという説がある。播磨との間に斎院中将がいる。